# Frans Masereel
Frans Masereel (31. července 1889 – 3. ledna 1972) byl belgický malíř a grafik. Působil především ve Francii a známý se stal svými dřevořezy. Ty se zaměřovaly na politická a sociální témata, jako je válka a kapitalismus. Za svou kariéru dokončil více než 40 románů beze slov.

## Život

### Dětství
Narodil se 31. července 1889 v belgickém pobřežním městečku Blankenberge v západních Flandrech. V pěti letech mu zemřel otec. S rodinou se v roce 1896 přestěhoval do Gentu. Zde se jeho matka seznámila a provdala za lékaře se silným socialistickým přesvědčením. Rodina společně pravidelně protestovala proti otřesným pracovním podmínkám gentských textilních dělníků.

### Dospíváni
V 18 letech začal studovat na École des Beaux-Arts ve třídě Jeana Delvina. V roce 1909 navštívil Anglii a Německo, které ho inspirovaly k prvním leptům a dřevořezům. V roce 1911 se na čtyři roky usadil v Paříži. Později emigroval do Švýcarska, kde pracoval jako grafik pro časopisy a magazíny.

### Emigrace
Na konci první světové války se nemohl vrátit do Belgie, protože jako pacifista odmítl sloužit v belgické armádě. V Antverpách s přáteli založil časopis Lumière. V časopisu maloval různé obrazy a ilustrace. Časopis poprvé vyšel v srpnu 1919 ve francouzštině. Název byl odkazem na francouzský časopis Clarté, který v Paříži vydával Henri Barbusse. Hlavními pisateli časopisu byli kromě samotného Masereela i Jan Frans Cantré, Jozef Cantré, Henri van Straten a Joris Minne. Společně založili uměleckou skupiny „De Vijf“. Zasloužili se o popularizaci umění dřevořezů, mědirytů a linorytů a o zavedení expresionismu v Belgii na počátku 20. století.
V roce 1921 se vrátil do Paříže, kde namaloval své slavné pouliční scény. Nějakou dobu žil v Berlíně, kde byl jeho nejbližším tvůrčím přítelem George Grosz. Po roce 1925 žil poblíž Boulogne-sur-Mer, kde maloval převážně pobřeží, pohledy na přístav a portréty námořníků a rybářů. Ve 30. letech jeho tvorba upadala. Po pádu Francie do rukou nacistů uprchl z Paříže do několika jižních francouzských měst.

### Období po Druhé světové válce
Na konci druhé světové války se mohl vrátit ke své umělecké práci a vytvářet dřevořezy a obrazy. Po roce 1946 vyučoval na Hochschule der Bildenden Künste Saar v Saarbrückenu. V roce 1949 se usadil v Nice a pokračoval ve své práci. Navrhoval také dekorace a kostýmy pro četná divadelní představení. Byl oceněn na mnoha výstavách a stal se členem několika akademií.
Zemřel 3. ledna roku 1972 v Avignonu, pohřben byl v Gentu.

## Dílo

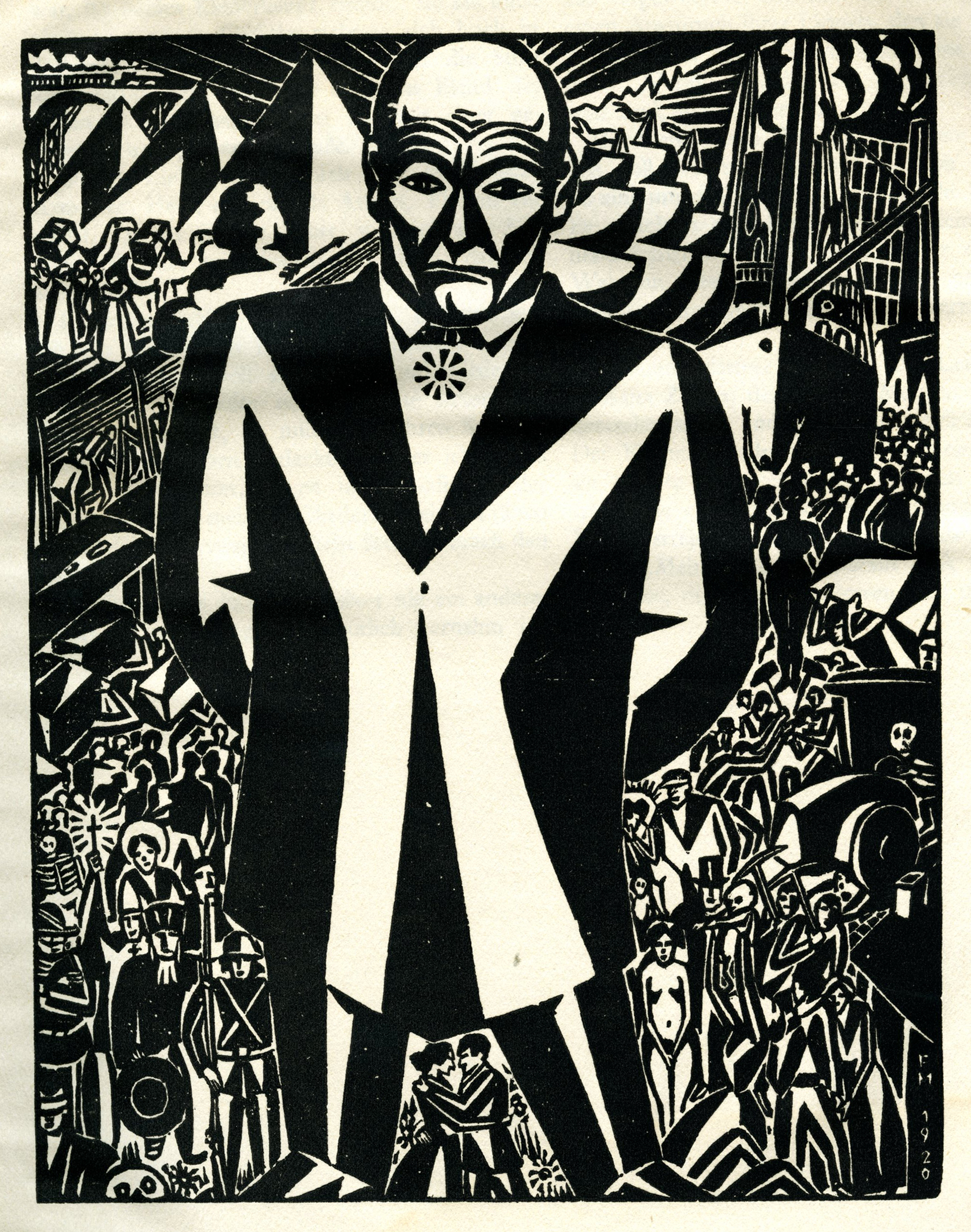
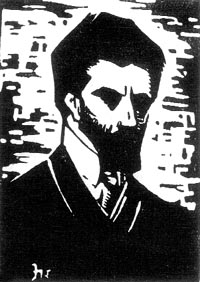
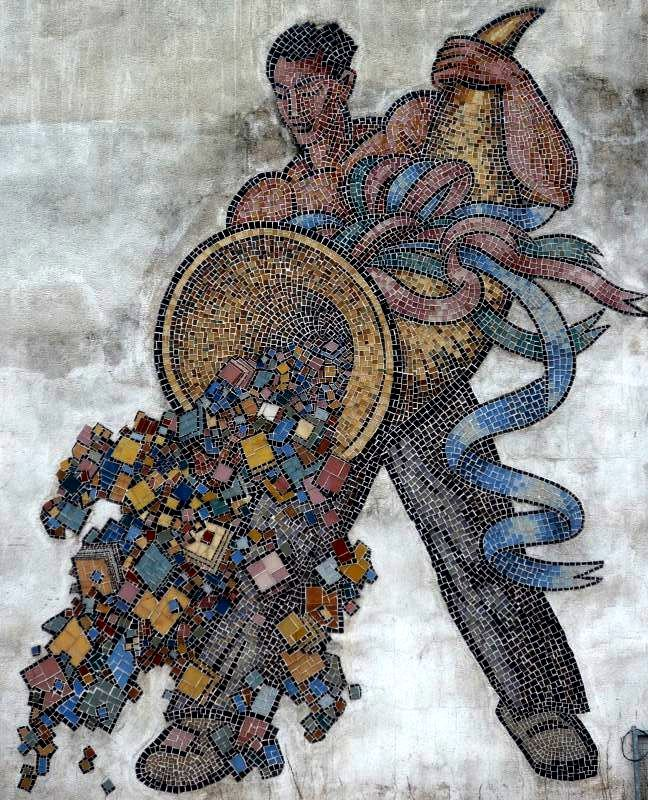